# Francis Seth Frost
Francis Seth Frost (1825–1902) nebo F. S. Frost byl americký malíř, fotograf a podnikatel se specializací na umělecké materiály. Sídlil v Bostonu v Massachusetts, cestoval především po Spojených státech. Mezi jeho přátele patřil například Albert Bierstadt.

## Životopis
Jako umělec založil vlastní studio v budově Studio Building na Tremont Street v Bostonu. V roce 1869 provozovali společně s E. H. Adamsem uměleckou firmu Frost & Adams, která úspěšně fungovala až do 20. století.

## Galerie

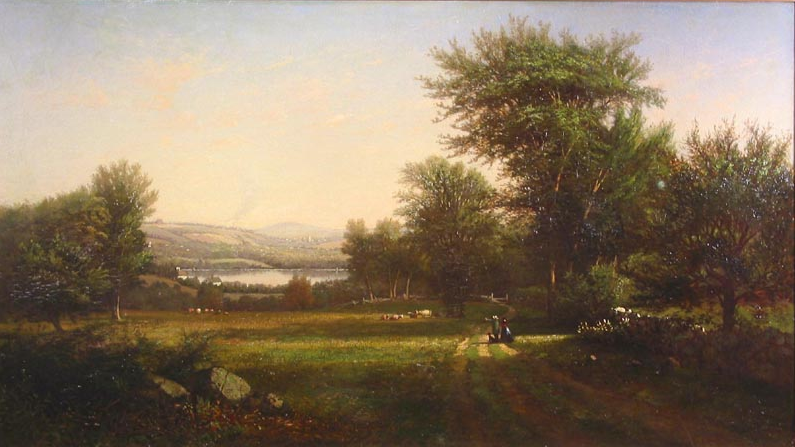
F. S. Frost: Jezero Winnipesaukee, 19. stol.
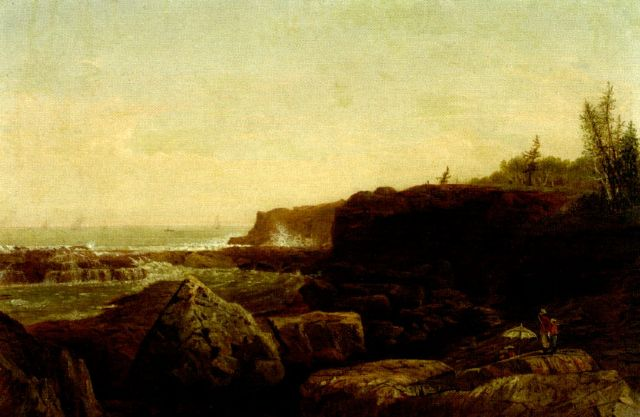
Rocky New England coast, 1866
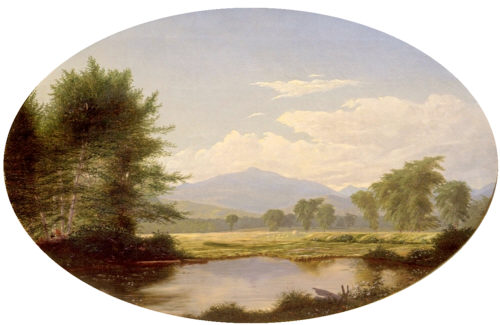
Mt. Washington, 19th c.
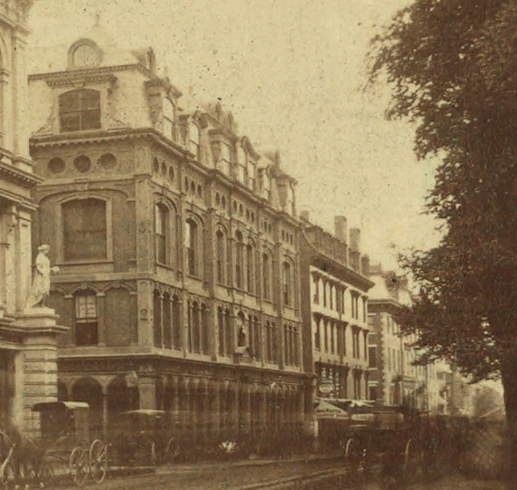
Studio Building, Tremont Street, Boston, 19. st.